# Acropentias aureus
Acropentias aureus är en fjärilsart som beskrevs av Butler 1878. Acropentias aureus ingår i släktet Acropentias och familjen Crambidae. Inga underarter finns listade i Catalogue of Life.